# Kurt Meyer (Germanist, 1909)

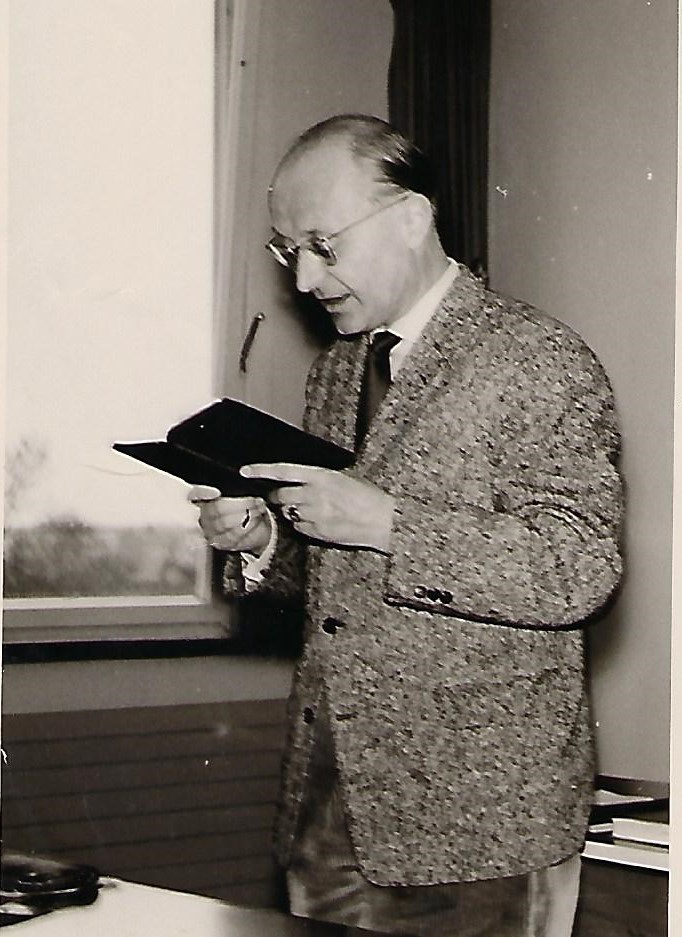
Kurt Meyer (1968)

Kurt Meyer (* 9. Mai 1909 in Leipzig; † 18. Januar 1998 in Heidelberg) war ein deutscher Germanist und Gymnasiallehrer.

## Leben
Kurt Meyer wuchs in Leipzig auf. Als Sechsjähriger zog er sich eine unfallbedingte Knochenmarksentzündung im Schienbein zu. Durch den einjährigen Krankenhausaufenthalt in Leipzig kam er ans Lesen. Das Knie blieb steif, das Bein verkürzt. Eigentlich sehr sportlich, engagierte er sich im Wandervogel. Von 1920 bis 1929 besuchte er die Leipziger Leibnizschule. Nach dem Abitur studierte er ab dem Sommersemester 1929 an der Universität Leipzig Germanistik, Geschichte und Geographie. Das Sommersemester 1930 verbrachte er an der Universität Wien. Seine Doktorarbeit bei Georg Witkowski in Leipzig befasste sich mit den Novellen von Paul Heyse und Thomas Mann. Von der Philosophischen Fakultät der Universität Leipzig wurde er am 26. August 1933 zum Dr. phil. promoviert. 1934 bestand er das Staatsexamen für das höhere Lehramt.
Wegen seines jüdischen Doktorvaters blieb Meyer in der Zeit des Nationalsozialismus der Schuldienst verschlossen. So ging er nach dem Referendarjahr als Lektor an die Deutsche Akademie München. Sie entsandte ihn nach Korfu (1935) und Athen (1937). 1938 wurde ihm die Leitung der Mittelstelle für den deutsch-griechischen Kulturaustausch in Athen übertragen. Dort vertrat er einen evolutionären Kurs. Auch den Deutschen Akademischen Austauschdienst vertrat er einige Jahre. 1943 wurde er auf eigenen Wunsch nach Den Haag versetzt. Nachdem die Sprachkurse in den Niederlanden eingestellt worden waren, bearbeitete er in Salzburg noch einige Manuskripte geplanter Sprachlehrbücher für das Goethe-Institut der Akademie. Bis Kriegsende hielt er dann noch an der Martin-Luther-Universität Halle-Wittenberg Sprachkurse für ungarische Studenten ab.
Nach Kriegsende wieder in Leipzig, verdiente er seinen Lebensunterhalt zunächst durch schriftstellerische Arbeiten für Leipziger Verlage (Übersetzungen, Textausgaben, Kommentare). Von den Amerikanern bereits für den Schuldienst freigegeben, drohte ihm von sowjetischer Seite Zwangsarbeit im Bergbau, weil er zur Zeit der deutschen Besetzung in Griechenland gewesen war. Er entging ihr, weil er in Athen den emigrierten Kommunisten Otto Kielmeyer eingestellt hatte. Ab 1947 arbeitete Meyer als angestellter Redakteur an einer dreibändigen Goethe-Ausgabe und am ersten Lexikon des VEB Bibliographisches Institut mit. Nebenbei war er Lektor für den Paul List Verlag. Er verließ die Deutsche Demokratische Republik (DDR) und trat am 1. April 1954 in den höheren Schuldienst der Stadt Bremerhaven. Als Studienrat unterrichtete er erst an der Pestalozzischule, dann an der Wilhelm-Raabe-Schule und nebenbei am Abendgymnasium. Er wurde 1959 zum Oberstudienrat ernannt und mit der Fachberatung in Geschichte und Gemeinschaftskunde für alle Bremerhavener Gymnasien beauftragt. 1971 wurde er auf eigenen Antrag in den Ruhestand versetzt. Seine Leitbilder waren zeitlebens Johann Wolfgang von Goethe und Thomas Mann.
Meyer engagierte sich im Kirchenvorstand der Christuskirche in Bremerhaven-Geestemünde. Verheiratet war er seit 1938 mit der österreichischen Lehrerin Anni geb. Haas. 1977 zog das Ehepaar zur Tochter in Heidelberg. Almut Agnes Meyer (* 1941) ist promovierte Philologin und Theologin. Sie war Lehrerin und Geschäftsführerin der Elisabeth-von-Thadden-Schule in Heidelberg.

## Schriften
- Die Novellen Paul Heyses und Thomas Manns. Eine vergleichende Stiluntersuchung. Fischer, Leipzig 1933 (zugleich Dissertation, Universität Leipzig 1933).